# Arrondissement de Guéret
L'arrondissement de Guéret est une division administrative française, située dans le département de la Creuse et la région Nouvelle-Aquitaine.

## Composition

### Composition avant 2015
- canton d'Ahun
- canton de Bénévent-l'Abbaye
- canton de Bonnat
- canton de Bourganeuf
- canton de Boussac
- canton de Châtelus-Malvaleix
- canton de Dun-le-Palestel
- canton du Grand-Bourg
- canton de Guéret-Nord (et ancien canton de Guéret)
- canton de Guéret-Sud-Est
- canton de Guéret-Sud-Ouest
- canton de Jarnages
- canton de Pontarion
- canton de Saint-Vaury
- canton de La Souterraine

### Composition depuis 2015
Depuis 2015, le nombre de communes des arrondissements varie chaque année soit du fait du redécoupage cantonal de 2014 qui a conduit à l'ajustement des périmètres de certains arrondissements, soit à la suite de la création de communes nouvelles. Le nombre de communes de l'arrondissement de Guéret est ainsi de 142 en 2015, 141 en 2016 et 140 en 2017. Au 1er juillet 2017, l'arrondissement est redessiné pour s'ajuster aux périmètres des intercommunalités et dans un souci de rééquilibrage. Il regroupe alors 129 communes.
Le 1er janvier 2019, les communes de Linard et Malval, d'une part, et les communes de Saint-Dizier-Leyrenne et Masbaraud-Mérignat, d'autre part, fusionnent pour constituer respectivement les communes nouvelles de Linard-Malval et Saint-Dizier-Masbaraud.
Au 1er janvier 2024, l'arrondissement groupe les 127 communes suivantes :
1. Ahun
2. Ajain
3. Anzême
4. Arrènes
5. Ars
6. Augères
7. Aulon
8. Auriat
9. Azat-Châtenet
10. Azerables
11. Banize
12. Bazelat
13. Bénévent-l'Abbaye
14. Bonnat
15. Bosmoreau-les-Mines
16. Bourganeuf
17. Le Bourg-d'Hem
18. La Brionne
19. Bussière-Dunoise
20. La Celle-Dunoise
21. La Cellette
22. Ceyroux
23. Chamberaud
24. Chambon-Sainte-Croix
25. Chamborand
26. Champsanglard
27. La Chapelle-Baloue
28. La Chapelle-Saint-Martial
29. La Chapelle-Taillefert
30. Châtelus-le-Marcheix
31. Châtelus-Malvaleix
32. Chavanat
33. Chéniers
34. Colondannes
35. Crozant
36. Le Donzeil
37. Dun-le-Palestel
38. Faux-Mazuras
39. Fleurat
40. La Forêt-du-Temple
41. Fransèches
42. Fresselines
43. Fursac
44. Gartempe
45. Genouillac
46. Glénic
47. Le Grand-Bourg
48. Guéret
49. Jalesches
50. Janaillat
51. Jouillat
52. Lafat
53. Lépinas
54. Linard-Malval
55. Lizières
56. Lourdoueix-Saint-Pierre
57. Maison-Feyne
58. Maisonnisses
59. Mansat-la-Courrière
60. Marsac
61. Mazeirat
62. Méasnes
63. Montaigut-le-Blanc
64. Montboucher
65. Le Monteil-au-Vicomte
66. Mortroux
67. Mourioux-Vieilleville
68. Moutier-d'Ahun
69. Moutier-Malcard
70. Naillat
71. Noth
72. Nouzerolles
73. Nouziers
74. Peyrabout
75. Pontarion
76. La Pouge
77. Roches
78. Royère-de-Vassivière
79. Sagnat
80. Saint-Agnant-de-Versillat
81. Saint-Amand-Jartoudeix
82. Saint-Avit-le-Pauvre
83. Saint-Christophe
84. Saint-Dizier-les-Domaines
85. Saint-Dizier-Masbaraud
86. Saint-Éloi
87. Sainte-Feyre
88. Saint-Fiel
89. Saint-Georges-la-Pouge
90. Saint-Germain-Beaupré
91. Saint-Goussaud
92. Saint-Hilaire-la-Plaine
93. Saint-Hilaire-le-Château
94. Saint-Junien-la-Bregère
95. Saint-Laurent
96. Saint-Léger-Bridereix
97. Saint-Léger-le-Guérétois
98. Saint-Martial-le-Mont
99. Saint-Martin-Château
100. Saint-Martin-Sainte-Catherine
101. Saint-Maurice-la-Souterraine
102. Saint-Michel-de-Veisse
103. Saint-Moreil
104. Saint-Pardoux-Morterolles
105. Saint-Pierre-Bellevue
106. Saint-Pierre-Chérignat
107. Saint-Priest-la-Feuille
108. Saint-Priest-la-Plaine
109. Saint-Priest-Palus
110. Saint-Sébastien
111. Saint-Silvain-Montaigut
112. Saint-Sulpice-le-Dunois
113. Saint-Sulpice-le-Guérétois
114. Saint-Vaury
115. Saint-Victor-en-Marche
116. Saint-Yrieix-les-Bois
117. Sardent
118. La Saunière
119. Savennes
120. Soubrebost
121. Sous-Parsat
122. La Souterraine
123. Tercillat
124. Thauron
125. Vareilles
126. Vidaillat
127. Villard

## Démographie
En 2022, l'arrondissement comptait 72 530 habitants.
| 1968    | 1975   | 1982   | 1990   | 1999   | 2006   | 2011   | 2016   | 2021   |
| ------- | ------ | ------ | ------ | ------ | ------ | ------ | ------ | ------ |
| 102 465 | 96 388 | 93 566 | 88 271 | 84 477 | 84 448 | 84 733 | 74 822 | 72 586 |

| 2022   | - | - | - | - | - | - | - | - |
| ------ | - | - | - | - | - | - | - | - |
| 72 530 | - | - | - | - | - | - | - | - |